# Albin Pelak
Albin Pelak, född 9 april 1981, är en bosnisk tidigare fotbollsspelare.
Albin Pelak spelade 2 landskamper för det bosniska landslaget.